# Johnny Trouble

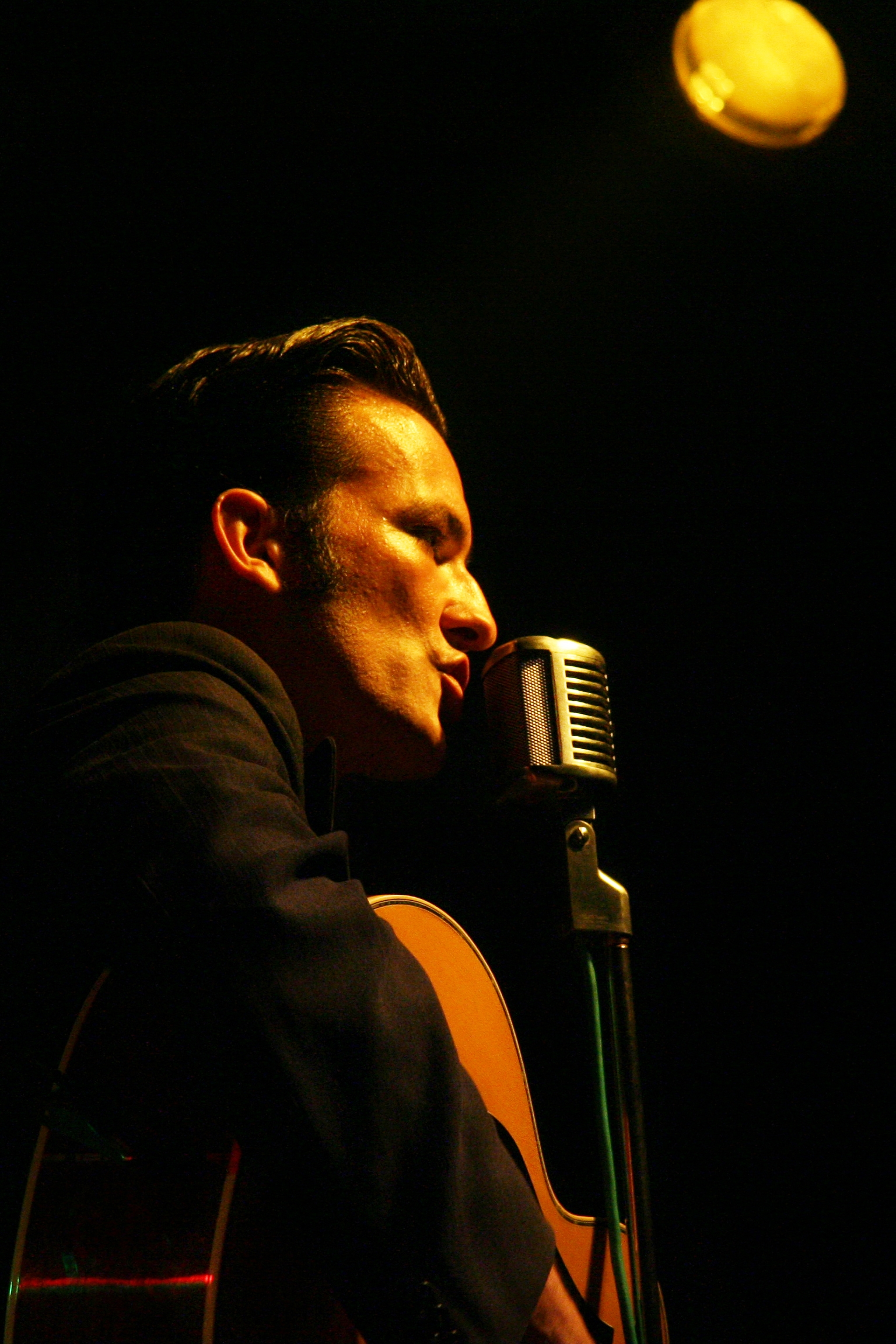
Johnny Bluth, Sänger von Johnny Trouble (2007)

Johnny Trouble bzw. Johnny Trouble Trio ist eine deutsche Countryband um den Gitarristen, Sänger und Songschreiber Oliver „Johnny“ Bluth. Stilistisch orientiert sich die Band stark am rockabillylastigen Chickaboom-Sound des frühen Johnny Cash.

## Geschichte
Die Band Johnny Trouble (beziehungsweise das Johnny Trouble Trio) geht zurück auf eine Straßenmusik-Combo des aus der Umgebung von Stuttgart stammenden Bandbegründers Oliver „Johnny“ Bluth. 2002 erweiterte Bluth seine „Ein-Mann-Band“ um zwei weitere Mitmusiker aus der Region. Teils unter dem Namen His CountryScum unterwegs, durchlebte die Band unterschiedliche Besetzungswechsel. Musikalisch orientierten sich Bluth und seine Mitmusiker stark am Stil des frühen Johnny Cash sowie dem 1950er-Jahre-Rockabilly-Sound des Sun-Labels. Das Repertoire enthielt neben Cover-Versionen alter Klassiker zunehmend eigene Stücke. Die Stammbesetzung der Band umfasste neben Bluth als Songschreiber, Rhythmusgitarrist sowie Sänger einen Kontrabass- und einen Schlaginstrumente-Spieler. Auch in Bezug auf das äußere Erscheinungsbild, die sonstige Optik sowie die Bühnenshow orientierte sich die Band stark an den Auftritten des frühen Johnny Cash.
Die ersten Jahre waren durch einen Mix aus Clubauftritten, Stadtfest- und Festival-Gigs sowie Straßenkonzerten geprägt. Unter anderem trat die Formation als Vorgruppe internationaler Rocka- und Psychobilly-Acts wie zum Beispiel Deadbolt, den Planet Rockers und den Fuzztones auf. Mit der Zeit stockte sich das ursprüngliche Trio zum Quartett auf, zeitweilig bis zum Quintett. Im Dezember 2008 erschien das erste Album, The Rhythm Of The Railroadtrack. Im Februar 2009 folgte ein zweites Album – Johnny Trouble – Starring As Rambling Man. Anders als der Vorgänger war sie jedoch keine offizielle Bandproduktion, sondern eine Zusammenstellung aus (countrylastigerem) Demo-Material von Bandleader Bluth. Mit den dritten und vierten Alben (Rainy Days aus dem Jahr 2011 sowie That’s Love von 2014) verbreiterte sich auch die Wahrnehmung in der deutschen sowie europäischen Rockabilly-Szene. Mit Tornado Warning, Somebody Stole My Guitar sowie der – in Erinnerung an einen verstorbenen Freund von Bluth geschriebenen – Countryballade Gone With The Wind enthielt Rainy Days Titel, die einerseits markant waren, andererseits den stilistischen Rahmen der Gruppe absteckten – zwischen schnelleren Rockabilly-Stücken im frühen Cash-Stil und introvertierteren Countrynummern. Beim Folgealbum That’s Love reduzierte sich die Anzahl der Fremdkompositionen von vier auf (nur noch) einen Titel: Hank Snows 1960er-Hit Miller’s Cave. Eine weitere Veröffentlichung war die 2013 erschienene, im bandtypischen Chickaboom-Sound gehaltene Single Prison Bound.
Im Lauf der Jahre absolvierten Johnny Trouble Konzerte und Tourneen in einer Reihe europäischer Länder, darunter Deutschland, Österreich, die Schweiz, die Niederlande, Belgien, Frankreich, Spanien, Dänemark, Norwegen und Schweden.

## Stil und Rezeption
Obwohl sich Optik und Ouvre der Band stark am Country-Rockabilly der End-1950er orientieren, heben Veranstaltungsankündigungen sowie Szenemedien die künstlerische Eigenständigkeit der Formation regelmäßig hervor. Johnny Bluth selbst gab in einem Interview an, persönlich stark Folk- und Blues-Interpreten zu mögen wie etwa Bob Dylan, Bukka White oder Fred McDowell. Die Musik der Band selbst offeriert einen Mix aus unterschiedlichen Stilen. Neben klassischem Rockabilly sind Einflüsse enthalten von Country, Honky Tonk, Blues und Western Swing. Als Band mit starker Live-Präsenz ist Johnny Trouble darüber hinaus bekannt, wenig Berührungsängste zu haben in Bezug auf Cover-Interpretationen anderer Stücke. Im Programm der Band finden sich neben Eigenkompositionen Stücke von Johnny Horton, John Lee Hooker, Motörhead, Johnny-Cash-Standards wie Folsom Prison Blues oder auch der Westernsong-Klassiker (Ghost) Riders in the Sky. Die Lokalzeitung Der Teckbote. Kirchheimer Zeitung skizzierte das Repertoire der Band wie folgt: „Den Anfang aber machten nach einer kurzen Umbaupause Gitarrist Felix Berchtold, Bassist Tall Tony, Pistolero Pepe an der Snare-Drum und Wendl aus Ludwigsburg, die mit zwei Instrumentals schon mal ein musikalisches Zeichen setzten, bevor Oliver ‚Johnny‘ Bluth mit seiner Gitarre und perfekt gegelter Tolle die Bühne betrat und gleich mit ‚Rhythm of the Railroad Track‘ auf die Chickaboom-Schiene abfuhr. Was dann folgte, war ein fast einstündiges Rockabilly-Feuerwerk in einer ausgewogenen Mischung aus dem Oeuvre der Vorbilder und eigener Kompositionen, meist aus der Feder des Frontmanns Johnny Bluth.“
Das deutschlandweit erscheinende Szeneperiodikum Dynamite hob – anlässlich einer Rezension des Albums That’s Love – vor allem die Authentizität der Musik hervor: „Das aktuelle Album von Johnny Trouble aus Dettingen unter Teck zeigt, dass Schwaben sogar Country können. Der vielleicht letzte Cowboy aus dem Randgebiet der schwäbischen Alb beweist auf ‚That’s Love‘ als Songschreiber und Musiker ein bemerkenswertes Gespür für rockabillylastigen Countrysound. Kleine Geschichten über Einsamkeit, böse Frauen und Herzschmerz werden hier mit klassischer Instrumentierung (Rhythmus- und Leadgitarre, Kontrabass, Schlagzeug) und einer kräftigen Prise knorrigen Humors serviert. Mr. Troubles Vorliebe für Johnny Cash ist offensichtlich und doch gelingt es ihm, seinen Songs Eigenständigkeit zu verleihen.“
Unter seinem Künstlernamen Johnny Bluth forciert Bandbegründer Oliver Bluth einen akustischeren, stärker in Richtung Singer-Songwriter gehenden Stil.

## Diskografie

### Alben
- 2008: The Rhythm of the Railroadtrack
- 2009: Johnny Trouble – Starring as Rambling Man
- 2011: Rainy Days
- 2014: That’s Love
- 2019: Rehearsals
- 2020: Silver Spurs (5 Track EP)
- 2021: Western Special
- 2022: I Did It for Cash

### Singles
- 2013: Prison Bound / Lonesome Guitar